# Ласеллс, Джордж, 7-й граф Хэрвуд
Джордж Генри Хьюберт Ласеллс (англ. George Henry Hubert Lascelles; 7 февраля 1923 — 11 июля 2011) — британский аристократ, 7-й граф Хэрвуд с 1947 года, старший сын Генри Ласеллса, 6-го графа Хэрвуда (1882—1947), и королевской принцессы Марии, единственной дочери короля Соединённого Королевства Великобритании и Северной Ирландии Георга V и королевы Марии. У него был младший брат, Джеральд Ласеллс. Джордж Хэрвуд по матери был старшим племянником короля Георга VI и двоюродным братом королевы Елизаветы II. До 1929 года именовался «достопочтенный Джордж Ласеллс», между 1929 и 1947 годами — «виконт Ласеллс» (титул учтивости), 23 мая 1947 года унаследовал титул графа Хэрвуда.

## Биография
Джордж Ласеллс родился в доме родителей в Лондоне 7 февраля 1923 года и был первым ребенком Генри Ласеллса, виконта Ласселса (будущего 6-го графа Хэрвуда), и королевской принцессы Марии. Он был первым внуком короля Георга V и королевы Марии. Его крещение состоялось 25 марта 1923 года в церкви Святой Марии в деревне Голдсборо. Крестными были король Георг и королева Мария, принцесса Александра и генерал сэр Джордж Хиггинсон. На момент рождения он был шестым в списке наследников британского трона.
В отличие от своей кузины принцессы Елизаветы, он не пользовался любовью короля Георга V. Братья Ласеллсы раздражали короля, и он ругал их за то, что они нервируют его попугая и постоянно чихают. Джордж Ласеллс вспоминал:
По-моему, он не очень-то любил детей. В его присутствии я всё время боялся совершить какую-либо ошибку и чаще всего совершал её… Хоть я и говорил королю, что у меня сенная лихорадка, он не слушал и всё время повторял, чтобы «этого чертового мальчишку» вывели из столовой.
Джордж Ласеллс служил в качестве почётного пажа на коронации своего дяди, короля Георга VI, в мае 1937 года. Он получил образование в Ludgrove School, Итонском колледже и Королевском колледже в Кембридже, после чего был направлен на службу в армию, где дослужился до звания капитана. Во время Второй мировой войны Джордж Ласеллс воевал сначала в Алжире, а затем в Италии. 18 июня 1944 года, во время нападения на Монте-Корно, он был ранен в обе ноги и живот и после этого попал в плен. Немцы захватили и удерживали его в качестве военнопленного в Oflag IV-C (концлагерь в замке Колдиц) с 1944 по май 1945 года. В марте 1945 года Адольф Гитлер подписал ему смертный приговор, но начальник лагеря генерал СС Готтлоб Бергер, понимая, что война проиграна, отказался выполнять приговор и отпустил будущего графа в Швейцарию.
В 1945—1946 годах Джордж Ласеллс служил адъютантом своего дяди, графа Атлонского, который был тогда генерал-губернатором Канады. Джордж Хэрвуд служил государственным советником в 1947 году, 1953—1954 и 1956 годах. 7 февраля 1956 года занял место в Палате лордов.
Джордж Ласеллс, граф Хэрвуд, скончался 11 июля 2011 года на 88 году жизни.

## Браки и дети
29 сентября 1949 года граф Хэрвуд женился на Марион Штейн (Мария Доната Штейн; род. 18 октября 1926 года), пианистке и дочери Эрвина Штейна. В браке родилось 3 сына:
- Дэвид, 8-й граф Хэрвуд (родился 21 октября 1950 года), женился на Маргарет Мессенджер 12 февраля 1979 года; они развелись в 1989 году. У них четверо детей. Он женился на Дайан Хоуз 11 марта 1990 года.
- Джеймс Ласеллс (родился 5 октября 1953 года), женился на Фредерике Дуррсон 4 апреля 1973 года; они развелись в 1985 году. У них двое детей. Он женился во второй раз на Лори Ли 4 мая 1985 года; они развелись в 1996 году. У них двое детей. Он женился в третий раз на Джой Элиас-Рилван 30 января 1999 года.
- Джереми Ласеллс (родился 14 февраля 1955 года), Он женился на Джули Бейлисс 4 июля 1981 года; они развелись. У них трое детей. Он женился на Кэтрин Белл 7 января 1999 года. У них есть дочь.

Этот брак закончился разводом в 1967 году. Причем, граф Хэрвуд стал первым из потомков Георга V, на которого супруга подала в суд за супружескую измену. Позднее Марион вышла замуж за политика Джереми Торпа.
Граф Хэрвуд женился во второй раз 31 июля 1967 года на Патриции «Бемби» Такуэлл (родилась 24 ноября 1926 г.), австралийской скрипачке и сестре музыканта Барри Такуэлла. Согласно Акту о королевских браках 1772 года, который запрещал членам королевской семьи заключать гражданские браки на территории Англии, церемония состоялась в США. У них был один сын:
- Марк Хьюберт Ласеллс (при рождении — Такуэлл[4]) (родился 4 июля 1964 года). Так как он был рожден вне брака, то не имеет права наследовать титул своего отца. Он женился на Анжеле Кершоу (родилась 16 июня 1964 года) 8 августа 1992 года. Супруги имеют троих детей:
  - Шарлотта Патрисия Ласеллс (родилась 24 января 1996 года)
  - Имоджин Мэри Ласеллс (родилась 23 января 1998 года)
  - Миранда Роуз Ласеллс (родилась 15 июля 2000 года)

## Обязанности
Увлекаясь музыкой, граф Хэрвуд посвятил большую часть своей карьеры опере. Он работал в качестве редактора журнала «Опера» с 1950 по 1953 и в качестве директора Королевского оперного театра Ковент-Гарден с 1951 по 1953 и вновь с 1969 по 1972 годы. Граф Хэрвуд был председателем совета Английской национальной оперы (ENO) с 1986 по 1995 годы; директором с 1972 по 1985 годы; художественным руководителем фестивалей в Эдинбурге , Аделаиде и Лидсе; директор Opera North с 1978 по 1981 годы. Джордж Хэрвуд был руководителем BBC с 1985 по 1987 годы, президентом Британского совета по классификации фильмов с 1985 по 1996 годы. Он был автором или редактором трех книг: «Kobbé's Complete Opera Book» (1954), «The Tongs and the Bones» (автобиография, 1981) и «Kobbé's Illustrated Opera Book» (1989).
Другим его увлечением был футбол: он занимал пост президента клуба Лидс Юнайтед с 1961 года вплоть до своей смерти, а также был президентом Футбольной ассоциации с 1963 по 1972 годы.
С 1962 по 1967 годы служил в качестве канцлера (ректора) Университета Йорка.

## Награды
- Рыцарь-Командор (KBE) Ордена Британской империи (1986 год)
- Почётный член Ордена Австралии (1 июля 2010 года)[5]